# Muonionalusta distrikt
Muonionalusta distrikt är ett distrikt i Pajala kommun och Norrbottens län. Distriktet som ligger omkring Muodoslompolo i norra Norrbotten är landskapets nordligaste såväl som befolkningsmässigt minsta och gränsar till både Lappland och Finland. I distriktet ligger byn Muonionalusta. Området är känt för Muonionalustameteoriterna med flest antal upptäckta bevarade meteoritnedslag i Sverige.

## Tidigare administrativ tillhörighet
Distriktet inrättades 2016 och utgör en del av Pajala socken i Pajala kommun.
Området motsvarar den omfattning Muonionalusta församling hade vid årsskiftet 1999/2000 och som den fick 1854 efter utbrytning ur Pajala församling.

## Tätorter och småorter
I Muonionalusta distrikt finns inga tätorter eller småorter.